# Nicolás Bravo Martínez
Nicolás Bravo Martínez (Chile, 26 de junio de 1986) es un entrenador de fútbol chileno y profesor de Educación Física,  especializado en fútbol femenino. Actualmente dirige a la Selección femenina de fútbol sub-20 de Chile y ayudante técnico de la Selección femenina de fútbol de Chile.

## Trayectoria
Entre los años 1999 y 2006 estuvo en las divisiones inferiores de Universidad de Chile.
Nicolás Bravo llegó a la "U" en febrero de 2020 como miembro del cuerpo técnico de Carlos Véliz, siendo su ayudante técnico.
En 2022 se desempeñó además como estratega de la categoría Sub-19 y logró clasificar al equipo formativo de la U a la final del Torneo de Apertura que disputó con Colo-Colo donde pierden dicha final, y en los cuartos de final del Campeonato de Clausura donde lamentablemente cayeron ante Fernández Vial.
En enero de 2023 Carlos Véliz presenta su renuncia a Universidad de Chile y la dirigencia decide dejar a Nicolás Bravo como director técnico oficial del primer equipo femenino, sus experiencias previas como director técnico además de la Sub-19, tenía experiencias en el fútbol femenino amateur, escolar y universitario.

## Clubes
| Club                                         | País  | Año   |
| -------------------------------------------- | ----- | ----- |
| Universidad de Chile                         | Chile | 2023  |
| Selección femenina de fútbol sub-20 de Chile | Chile | 2024- |